# Daljska Planina
Daljska Planina är en ås i Kroatien.   Den ligger i länet Baranja, i den östra delen av landet, 230 km öster om huvudstaden Zagreb.